# Go Round/YEAH-OH
「Go Round/YEAH-OH」（ゴー・ラウンド/イェー・オー）は、日本の元女性歌手、安室奈美恵の単独名義では39作目のシングル。

## 解説
前作「Sit! Stay! Wait! Down!/Love Story」から約3ヶ月ぶりとなるシングル。先着購入特典はCD+DVDが非売品B2告知ポスターA（Go Round ver.）、CDが非売品B2告知ポスターB（YEAH-OH ver.）。
「Go Round」「YEAH-OH」両曲ともに「Love Story」に引き続き、T-SKプロデュースのダンスナンバー。10thアルバム『Uncontrolled』には両曲ともに全編英語詞のバージョンが収録されている。アルバムではタイトルがそれぞれ「GO ROUND ('N ROUND 'N ROUND)」、「SINGING "YEAH-OH"」となっている。
「Go Round」は、コーセー「ESPRIQUE」のCMソング。

## 収録曲

### CD
1. Go Round
作詞：AILI
作曲：T-SK, TESUNG Kim, Liv NERVO, Mim NERVO
編曲：T-SK
コーセー「ESPRIQUE」CMソング
2. YEAH-OH
作詞：DOUBLE, Liv NERVO, Mim NERVO
作曲：T-SK, TESUNG Kim, Liv NERVO, Mim NERVO
編曲：T-SK
3. Go Round (lnstrumental)
4. YEAH-OH (lnstrumental)

### DVD
1. Go Round (Music Video)
ディレクター：久保茂昭 / 振付：TETSUHARU
2. YEAH-OH (Music Video)
ディレクター：竹久正記 / 振付：AKO (OH GIRL!)